# Стюарт, Марк (хоккеист)
Марк Юджи́н Дэ́ниел Стю́арт (англ. Mark Eugene Daniel Stuart; род. 27 апреля 1984, Рочестер, Миннесота, США) — американский хоккеист, защитник клуба «Адлер Мангейм». Чемпион мира по хоккею среди юниорских команд 2002 года и среди молодёжных команд 2004 года. Младший брат нападающего Колина Стюарта.

## Игровая карьера

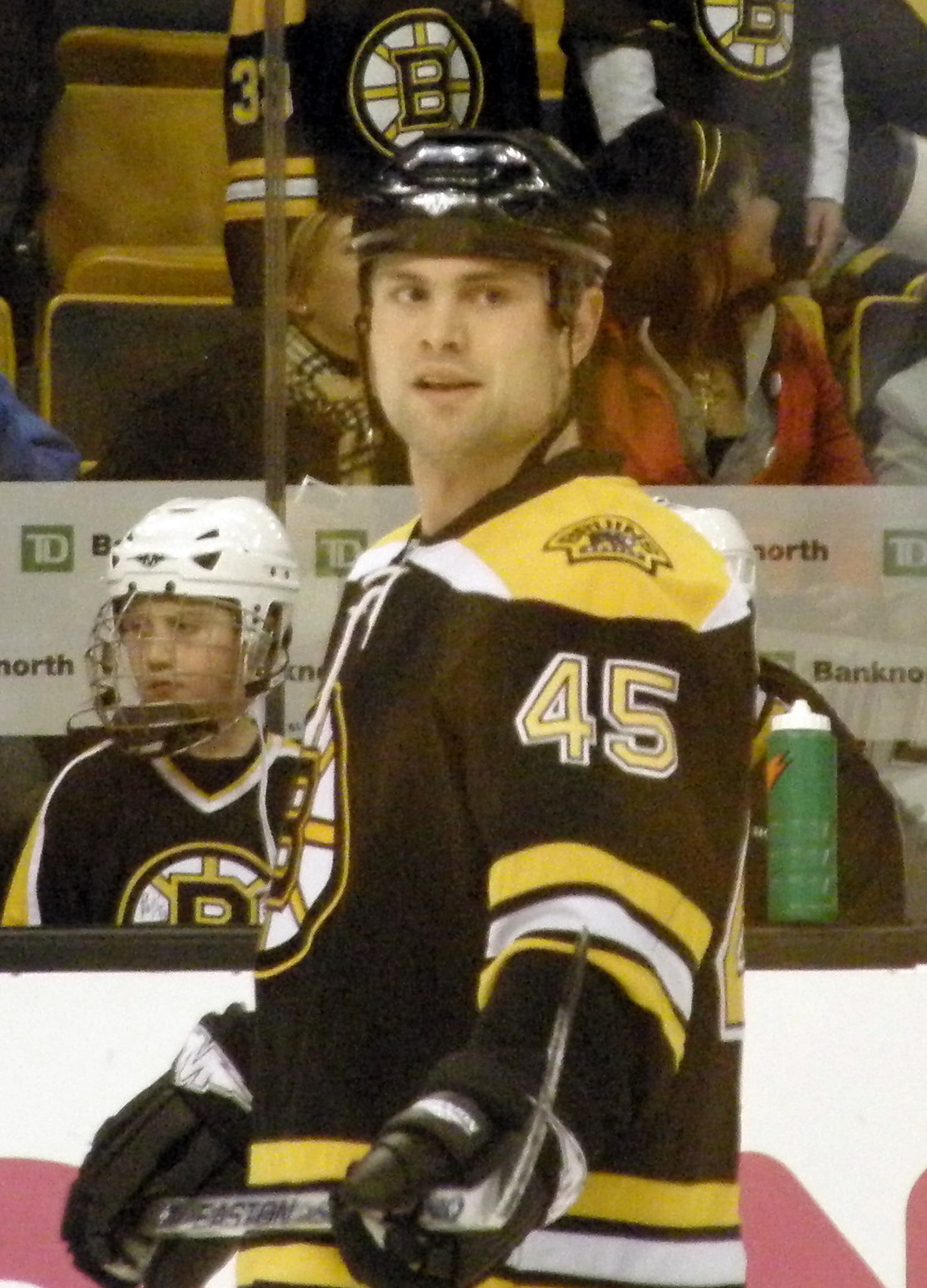
Марк Стюарт играл за «Бостон Брюинз» с 2005 по 2011 год.

Перед тем как начать профессиональную карьеру Марк три года учился в колледже Колорадо (который находится в городе Колорадо-Спрингс) и играл за хоккейную команду колледжа — «Тайгерз». На драфте НХЛ 2003 года Стюарта выбрал «Бостон Брюинз» в 1 раунде под общим 21-м номером клубом. Свою профессиональную карьеру мог начать в 2004 году, однако из-за начавшегося локаута в НХЛ молодой игрок не смог подписать контракт. В сезоне 2004/05 был капитаном «Колорадо Колледж Тайгерс» и помог своей команде выйти в финал чемпионата по хоккею среди мужчин Национальной ассоциация студенческого спорта (англ. National Collegiate Athletic Association, сокр. NCAA), где «Тигры» уступили команде Денверского университета.
Большую часть сезоне 2005/06 отыграл за фарм-клуб «Бостона» — «Провиденс Брюинз», проведя в НХЛ 17 игр.
В межсезонье Марку была проведена операция на травмированном колене, которая потребовала длительной реабилитации. Вернуться на лёд Стюарт смог 7 ноября 2006 года, однако, чтобы набрать игровую форму Марк был отправлен играть в АХЛ за «Провиденс Брюинз». Следующая игра в НХЛ для Стюрта прошла 20 ноября 2006 года. В течение сезона 2006/07 Марк ещё 14 раз выходил на лёд в составе «Бостона», проведя в общей сложности в своей карьере 32 матча в лиге.
18 февраля 2011 года Марк Стюарт был обменян со своим партнёром по команде — нападающим Блейком Уилером в «Атланта Трэшерс» на Рича Певерли и Бориса Валабика. Спустя 10 дней — 28 февраля 2011 года, «Атланта» подписала с Марком новый контракт сроком на 3 года и общей стоимостью 5,1 млн. долл.
После того как по окончании сезона 2010/11 клуб «Трэшерз» был продан компании англ. True North Sports and Entertainment и сменил город базирования на Виннипег, Марк стал игроком «Виннипег Джетс».
Во время локаута в НХЛ в сезоне 2012/13 Стюарт играл за команду «Флорида Эверблэйдз» из Хоккейной лиги Восточного побережья.
5 марта 2014 года Марк подписал новый контракт с «Виннипег Джетс» сроком на 4 года и общей стоимостью $ 10,5 млн. Последний год контракт «Шмели» выкупили, и Стюарт переехал в Европу выступать в немецкой лиге.

## Международные выступления

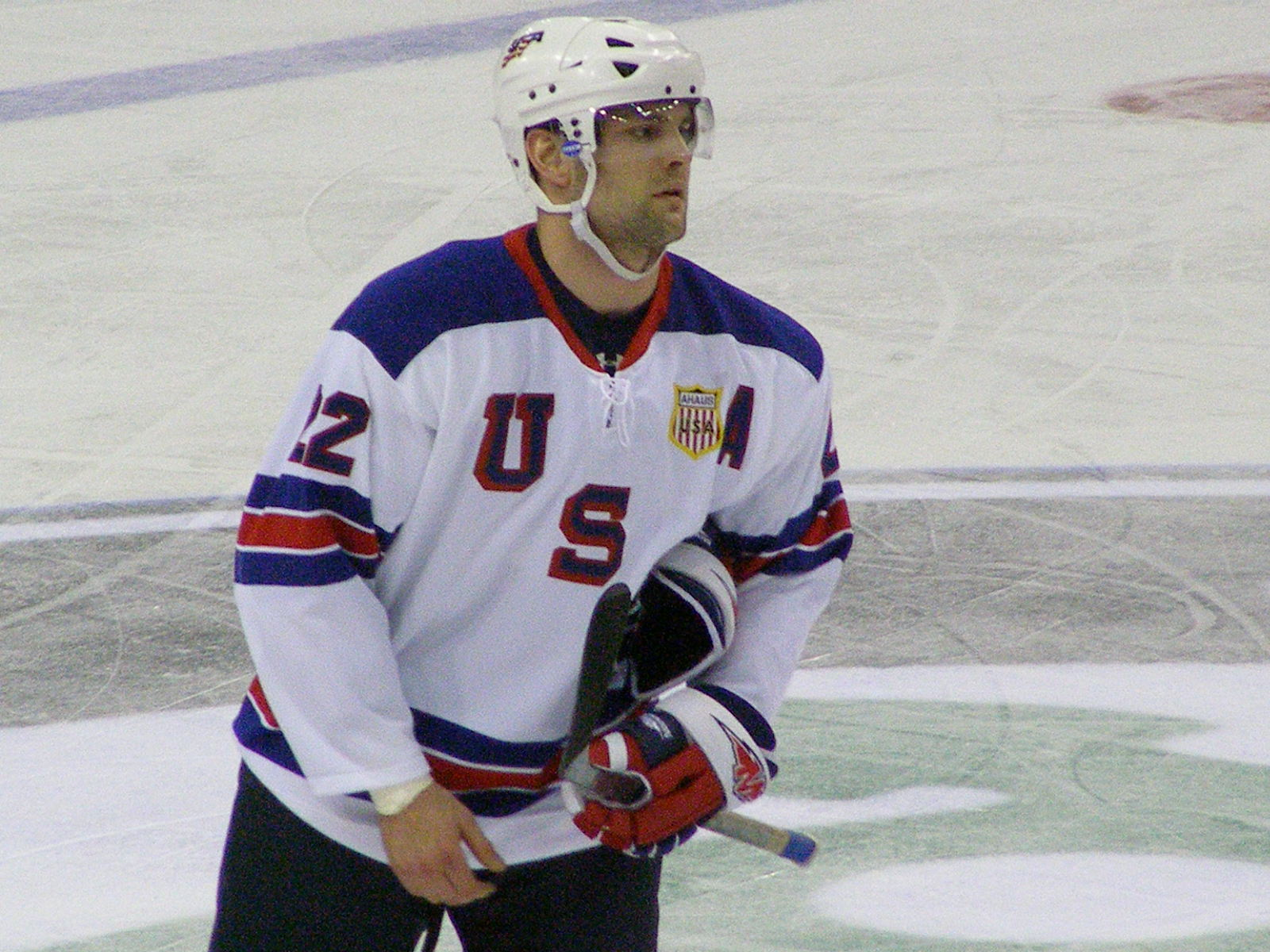
Марк Стюарт играл в составе сборной США на пяти различных чемпионатах мира

Марк неоднократно выступал на международных соревнованиях в составе сборной США. Его первое появление в форме «звёздно-полосатых» состоялось на Юниорском Чемпионате мира 2002 года, который проходил в Словакии, где сборная США завоевала золотые медали. Стюарт был капитаном американцев и провёл на льду 8 встреч, в которых записал на свой счёт 1 шайбу и 2 результативные передачи.
Спустя год Стюарт снова играл за молодёжную сборную, на молодёжном чемпионате мира. На турнире американцы довольствовались лишь 4-м местом.
На молодёжном чемпионате мира 2004 года Марк был назначен капитаном своей команды. Американцы в драматичном финале, проигрывая дважды по ходу матча, сначала 0-1, а затем 1-3,  победили канадцев со счётом 4-3 и завоевали золотые медали.
Сам Стюарт провёл на турнире 6 матчей в которых набрал 2 очка за результативные передачи.
После того как «Бостон Брюинз» выбыли в первом раунде из розыгрыша плей-офф Кубка Стэнли 2008, Марк принял решение выступать за национальную сборную США на чемпионате мира 2008. На этом турнире Стюарт был назначен ассистентом капитана американцев, а «звёздно-полосатые» заняли итоговое 6-е место.
Три года спустя на чемпионате мира 2011 года Марк был капитаном американцев.

## Статистика

### Регулярный сезон и плей-офф
| 1999–00   | Рочестер Мустангз           | USHL      | 4   | 0  | 0  | 0  | 6   | —  | — | — | — | —  |
| 2000–01   | Ю.С. Нэйшнл Девелопмент Тим | NAHL      | 52  | 2  | 11 | 13 | 114 | —  | — | — | — | —  |
| 2001–02   | Ю.С. Нэйшнл Девелопмент Тим | USHL      | 12  | 0  | 1  | 1  | 25  | —  | — | — | — | —  |
| 2001–02   | Ю.С. Нэйшнл Девелопмент Тим | NAHL      | 9   | 0  | 1  | 1  | 18  | —  | — | — | — | —  |
| 2002–03   | Колорадо Колледж Тайгерс    | WCHA      | 38  | 3  | 17 | 20 | 81  | —  | — | — | — | —  |
| 2003–04   | Колорадо Колледж Тайгерс    | WCHA      | 37  | 4  | 11 | 15 | 100 | —  | — | — | — | —  |
| 2004–05   | Колорадо Колледж Тайгерс    | WCHA      | 45  | 2  | 13 | 18 | 94  | —  | — | — | — | —  |
| 2005–06   | Провиденс Брюинз            | АХЛ       | 60  | 4  | 3  | 7  | 76  | 6  | 0 | 0 | 0 | 25 |
| 2005–06   | Бостон Брюинз               | НХЛ       | 17  | 1  | 1  | 2  | 10  | —  | — | — | — | —  |
| 2006–07   | Бостон Брюинз               | НХЛ       | 15  | 0  | 1  | 1  | 14  | —  | — | — | — | —  |
| 2006–07   | Провиденс Брюинз            | АХЛ       | 49  | 4  | 16 | 20 | 62  | 3  | 0 | 1 | 1 | 9  |
| 2007–08   | Бостон Брюинз               | НХЛ       | 82  | 4  | 4  | 8  | 81  | 7  | 0 | 1 | 1 | 8  |
| 2008–09   | Бостон Брюинз               | НХЛ       | 82  | 5  | 12 | 17 | 76  | 11 | 0 | 1 | 1 | 7  |
| 2009–10   | Бостон Брюинз               | НХЛ       | 56  | 2  | 5  | 7  | 80  | 4  | 0 | 0 | 0 | 6  |
| 2010–11   | Бостон Брюинз               | НХЛ       | 31  | 1  | 4  | 5  | 23  | —  | — | — | — | —  |
| 2010–11   | Атланта Трэшерз             | НХЛ       | 23  | 1  | 0  | 1  | 24  | —  | — | — | — | —  |
| 2011–12   | Виннипег Джетс              | НХЛ       | 80  | 3  | 11 | 14 | 98  | —  | — | — | — | —  |
| 2012–13   | Флорида Эверблэйдз          | ECHL      | 9   | 2  | 1  | 3  | 12  | —  | — | — | — | —  |
| 2012–13   | Виннипег Джетс              | НХЛ       | 42  | 2  | 2  | 4  | 53  | —  | — | — | — | —  |
| 2013–14   | Виннипег Джетс              | НХЛ       | 69  | 2  | 11 | 13 | 101 | —  | — | — | — | —  |
| 2014–15   | Виннипег Джетс              | НХЛ       | 70  | 2  | 12 | 14 | 69  | 4  | 1 | 1 | 2 | 2  |
| 2015–16   | Виннипег Джетс              | НХЛ       | 64  | 1  | 2  | 3  | 66  | —  | — | — | — | —  |
| 2016–17   | Виннипег Джетс              | НХЛ       | 42  | 2  | 2  | 4  | 27  | —  | — | — | — | —  |
| НХЛ всего | НХЛ всего                   | НХЛ всего | 673 | 26 | 67 | 93 | 722 | 26 | 1 | 3 | 4 | 23 |

### Международные турниры
| Год       | Команда   | Турнир    |    | И | Г | П | О  | Ш |
| --------- | --------- | --------- | -- | - | - | - | -- | - |
| 2002      | США       | ЮЧМ       | 8  | 1 | 2 | 3 | 29 |   |
| 2003      | США       | МЧМ       | 7  | 0 | 1 | 1 | 2  |   |
| 2004      | США       | МЧМ       | 6  | 0 | 2 | 2 | 4  |   |
| 2008      | США       | ЧМ        | 7  | 0 | 0 | 0 | 4  |   |
| 2011      | США       | ЧМ        | 7  | 1 | 0 | 1 | 8  |   |
| ЮЧМ всего | ЮЧМ всего | ЮЧМ всего | 8  | 1 | 2 | 3 | 29 |   |
| МЧМ всего | МЧМ всего | МЧМ всего | 13 | 0 | 3 | 3 | 6  |   |
| ЧМ всего  | ЧМ всего  | ЧМ всего  | 14 | 1 | 0 | 1 | 12 |   |